# Lispe hispida
Lispe hispida este o specie de muște din genul Lispe, familia Muscidae, descrisă de Walker în anul 1849. Conform Catalogue of Life specia Lispe hispida nu are subspecii cunoscute.